# Evropská dálková trasa E10
Evropská dálková trasa E10 je turisticky vyznačená trasa v délce 2850 km pro pěší turisty po Evropě. Českou republikou prochází severojižním směrem, v terénu je vedená po českých turistických trasách s uvedením E10 ve špičce směrovníku.

## Historie vzniku trasy
Evropské turistické sdružení vytvořilo do roku 2006 v Evropě jedenáct Evropských dálkových tras označených E1 až E11. V České republice byla využita již existující síť červeně značených turistických tras, které byly pospojovány a označeny klasickými směrovkami a tabulkami turistického značení Klubu českých turistů. Původní pojmenování a označení tras nebylo zrušeno. Vyznačení trasy v terénu není dokončeno zejména na jihu Evropy, důsledně dokončené není ani v Česku.

## Propojení států a E tras
Trasa má v projektu procházet těmito státy (od severu): Finsko, Německo, Česko, Rakousko, Itálie, Francie a Španělsko. Mezinárodní E trasy se navzájem kříží, na území Česka se E10 kříží s E3 poblíž Jedlové v Lužických horách. Téměř hotový je úsek E10 od Německa do Itálie.

## Trasa napříč Českou republikou
Od severu vede z Německa a prochází těmito známými místy:
- Okres Děčín – Varnsdorf
- Okres Česká Lípa – Nový Bor, Česká Lípa, Doksy, Bezděz[1]
- Okres Mělník – Kokořín, Mělník

A další směrem k jihu – Praha, Karlštejn, Dobříš, Orlík nad Vltavou, Písek, Týn nad Vltavou, České Budějovice, Český Krumlov, Lipno nad Vltavou, Vyšší Brod, Studánky. Tam přechází trasa do Rakouska.

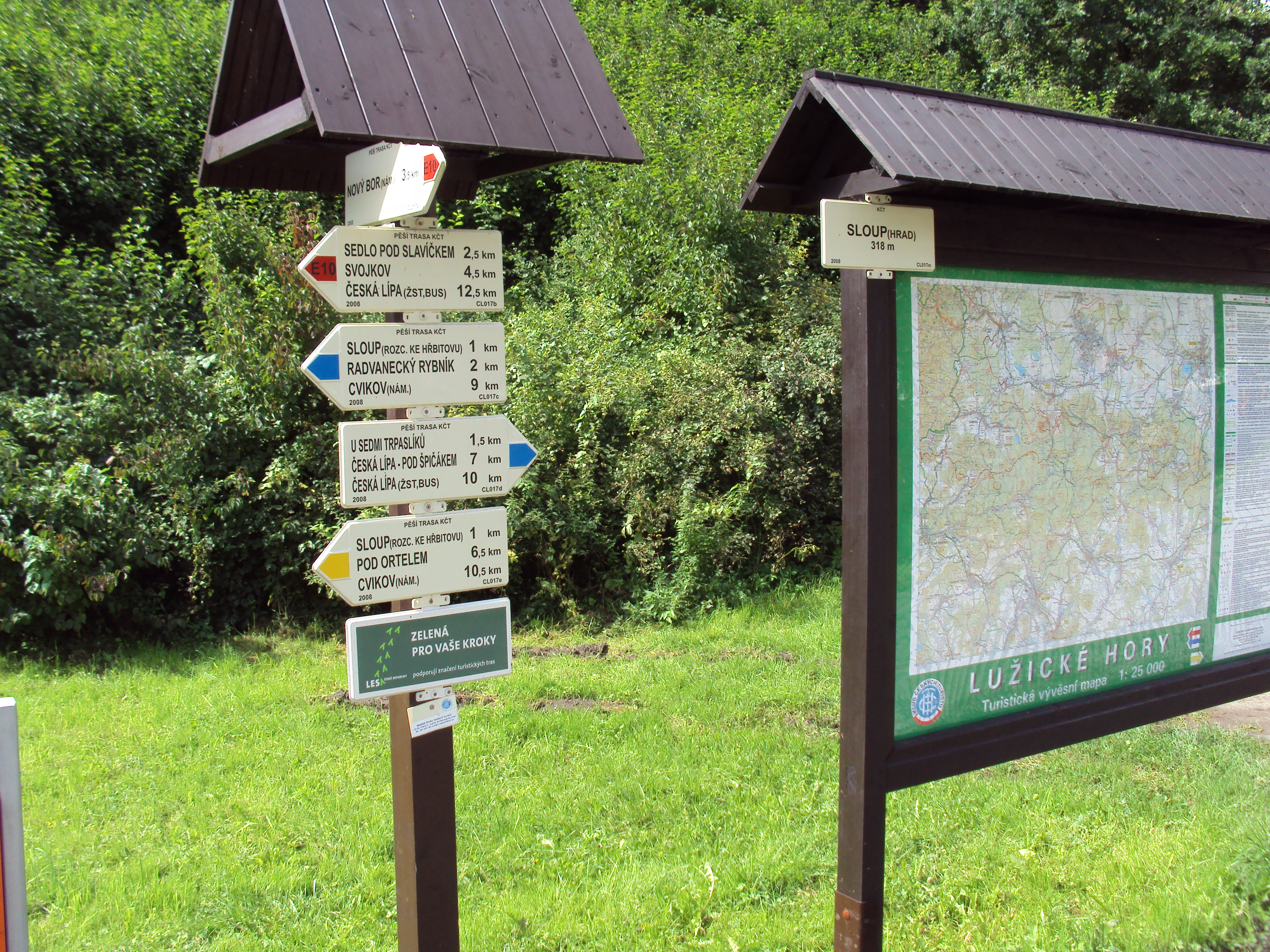
Rozcestník E10 u hradu Sloup v Čechách

## Využití původních tras v Česku
Trasa E10 je vedena po již existujících červeně značených cestách, které na řadě úseků měly své regionální označení. V úseku přes Kokořínsko byla využita existující Máchova cesta, u Kralup Dvořákova stezka, poblíž Berouna Cesta Vojty Náprstka, v jižních Čechách Fritzova cesta. Toto využití nebylo úplné, např. v úseku od Nového Boru do Mimoně přes Českou Lípu byla tehdejší červená trasa 0328 využita pro E10 jen zčásti, úsek z České Lípy do Mimoně byl přečíslován a ponechán jako na E10 navazující červená trasa. Z Písku na Zvíkov je vedena po Sedláčkově stezce. Celá mapa vedení dálkové trasy E10 vypadá takto.

### Trasa 0345
Součástí E10 se stala také červená trasa 0345 z Doks u Máchova jezera přes Bezděz k hradu Houska, kde se napojovala na také začleněnou trasu 0004, jinak známou jako již zmíněnou Máchovu cestu.

### Trasa 0354
Další do E10 plně začleněnou trasou byla někdejší 8 km dlouhá červená trasa 0354, která vedla z České Lípy údolím Pekla do Zahrádek.

### Trasa 0334
Na předchozí trasu 0354 navazovala 19,5 km červená trasa 0334 od Zahrádek do Doks u Máchova jezera.

### Trasa 6940
Z trasy 0354 (tedy dnešní E10) byla vyznačena 2 km dlouhá žlutá spojka ze sedla pod Maršovickým vrchem (blízko Máchova jezera) do vesničky Chlum. Měla číselné označení 6940.

### Trasa 0135

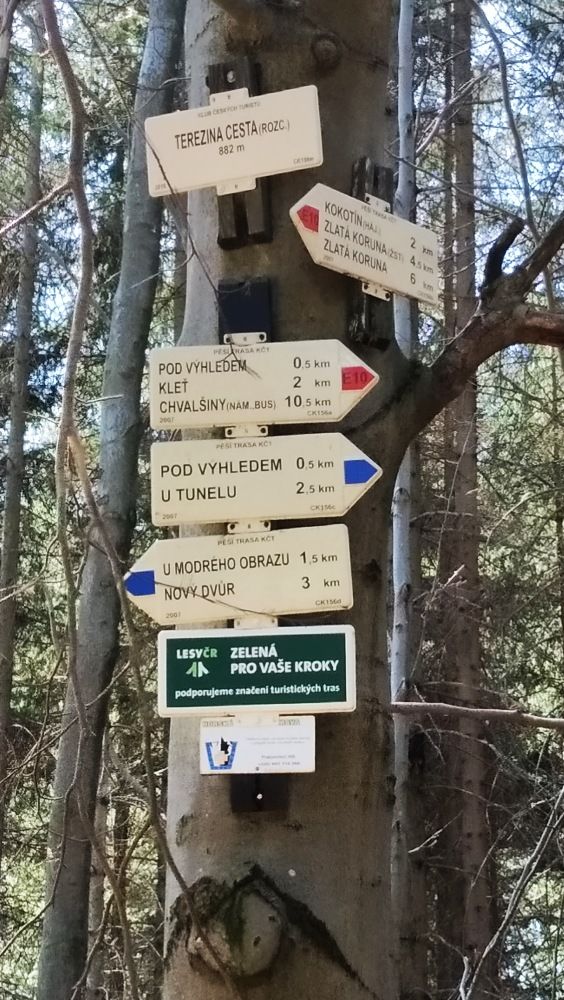
Rozcestník E10 Terezina cesta na trase Zlatá Koruna – Kleť

Ze Zlaté Koruny vede E10 po červeně značené Svatojakubské cestě – Jihočeské na Kleť, což je nejvyšší bod CHKO Blanský les.

### Trasa 3333
Z Vyššího Brodu vede E10 tentokrát po zelené značené trase do Studánek. Za nimi pak nadobro opouští území České republiky na hranicích s Rakouskem.